# سحاب قمعي

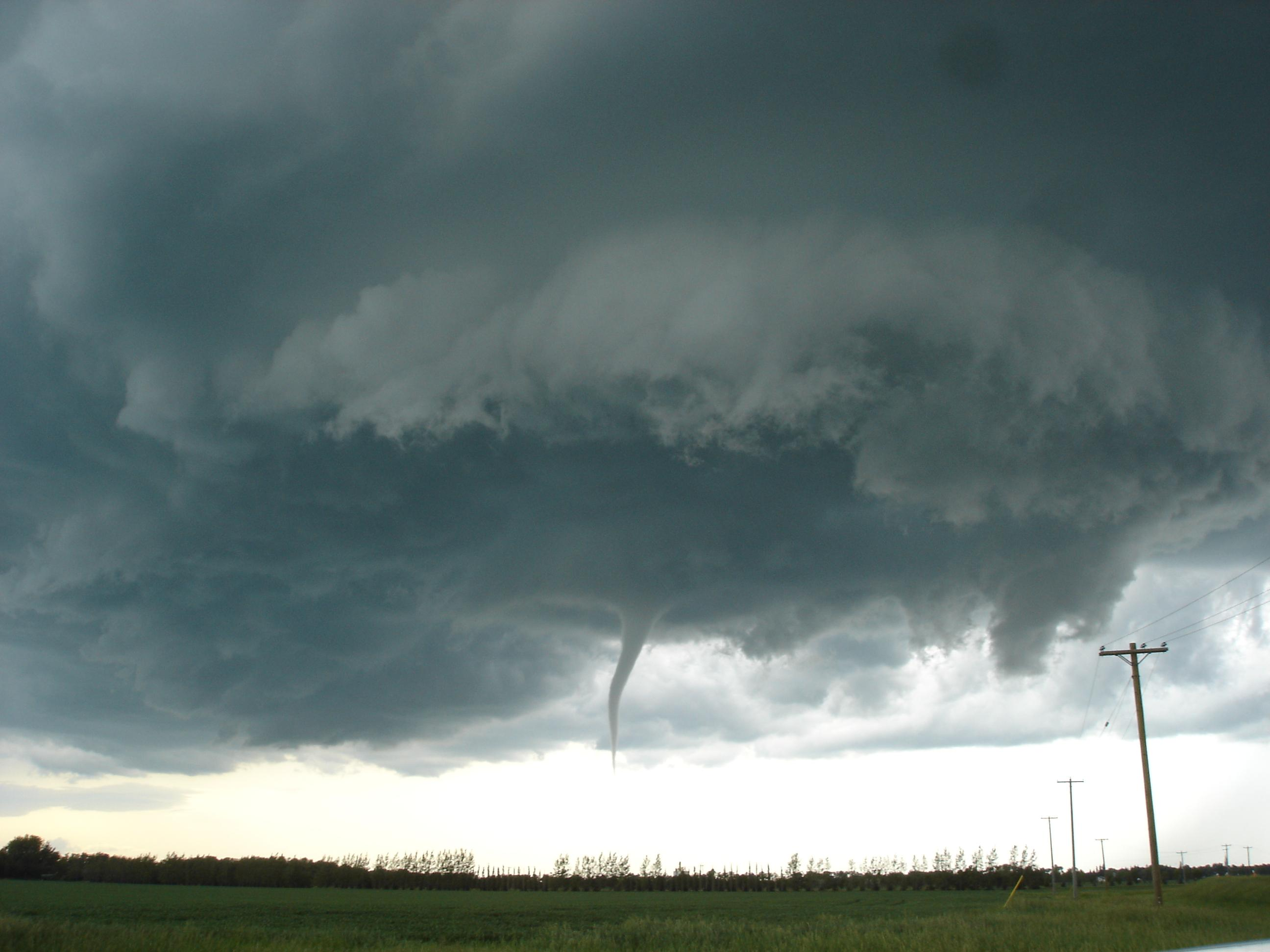
غيوم قمعية متشكلة خلال إعصار مدينة إيلي في مانيتوبا عام 2007

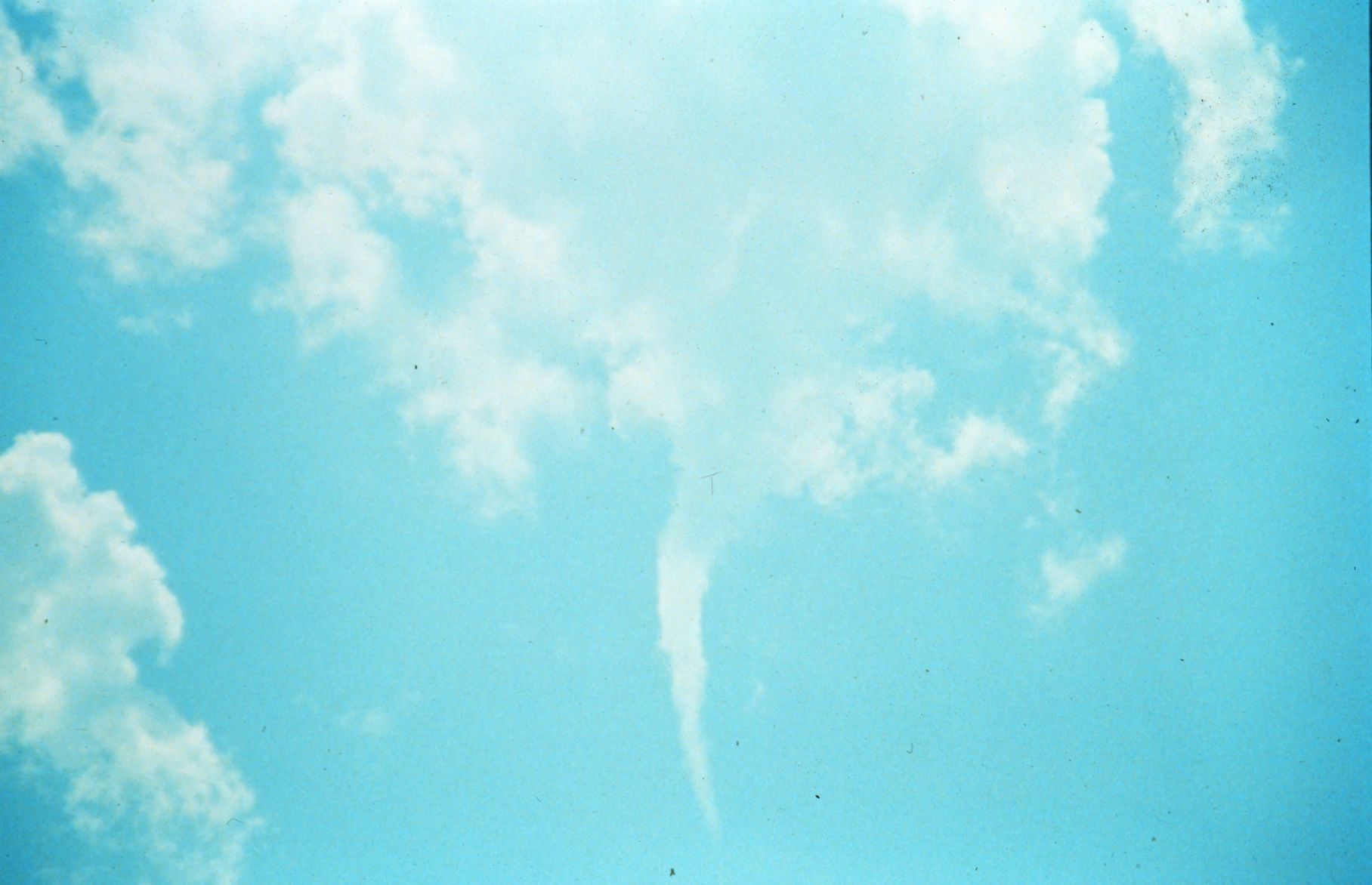
وقمع القص تمتد من سحابة ركامية. لوحظ في شمال تكساس من قبل عضو في مشروع فورتكس.

السحاب القمعي أو الغيوم القمعية (بالإنجليزية: Funnel Clouds)‏ هي غيوم رأسية ضيقة وطويلة تتخذ شكلاً قمعياً, ممتدة إلى الأسفل من غير غيمة ركامية مزنية، وما إن تلمس تلك الغيمة القمعية سطح الأرض حتى تخلق دماراً شديداً، إذ أنها تسحب كل شيء معها نحو الأعلى لتطرحه بعيداً، حيث يكون مركز القمع متخلخلاً بشكل كبير، وحركة الهواء دورانية للأعلى وذات سرعات كبيرة جداً.